# Tringa solitaria
Il piro-piro solitario (Tringa solitaria, Wilson 1813) è un uccello della famiglia degli Scolopacidae dell'ordine dei Charadriiformes.

## Sistematica
Tringa solitaria ha due sottospecie:
- T. solitaria cinnamomea
- T. solitaria solitaria

## Distribuzione e habitat
Questo uccello vive in tutto il Nord America e Sud America. È di passo nell'Europa occidentale, in Svezia e Islanda, in Zambia, Sudafrica e Angola, nella Georgia del Sud e nelle Sandwich Australi.